# 야치요다이역
야치요다이역(일본어: 八千代台駅, やちよだいえき)은 일본 지바현 야치요시에 있는 게이세이 본선의 역으로, 역번호는 KS29이다.
아침 우에노 방면과 저녁의 나리타 방면으로 설정되고 있는 "모닝 라이너"와 "이브닝 라이너"는 당역에 정차한다. 시티 라이너의 폐지로 게이세이 전철 본선의 모든 열차가 정차하게 되었다.

## 역 구조
섬식 승강장 2면 4선의 지상역, 교상역사를 가진다. 승강장의 양단에 건늠선이 있어, 게이세이, 호쿠소 철도의 검사 시운전의 반환점으로 사용되며, 다이어가 복잡할 때는 이 건늠선을 사용해 당역에서 회차 운전을 실시하는 경우가 있다. 또한, 1985년까지 당역에서 회차하는 정기 열차가 존재하였으나, 그 후에도 인바 늪 불꽃 대회의 관객 수송 때문에 사쿠라 방면에서 당역에 서는 임시 열차가 설정되었다.
발차표는 LED식에서 대합실과 상하행선 승강장에 각각 2대씩 설치되어 있다. 2012년 3월에 설치되어 현재 사용되는 풀컬러 LED식의 것은 게이세이쓰다누마 역에서 사용되고 있는 것의 표시 내용에 준하지만, 그 이전에 승강장에서 사용되었던 것 중에 발차 시각의 표시는 없었다.
대합실 게이세이 선 지하철 역 중에서는 널리, 개찰구 내 정면과 개찰구 외의 서쪽 출구 측에는 훼미리마트가 있다. 개찰구 외의 점포는 "MiNi SHOP"으로 전환된다.
니시구치와 히가시구치에서 대합실, 대합실과 각 승강장 사이에는 에스컬레이터가 설치되어 있다. 동쪽 출입구에서 대합실, 대합실에서 각 승강장 사이에는 엘리베이터도 설치되어 있다.
1,2번 선 승강장의 오와다 방향과 가까운 곳에 "모닝 라이너"권 매장과 전용 승차구가 설치되어 있다.
역장배치역이다. 야치요다이 관구로, 게이세이오쿠보 역, 미모미 역, 게이세이오와다 역을 관리한다.

### 승강장
| 1・2 | 게이세이 본선 | 닛포리・게이세이우에노・오시아게・ 도영 아사쿠사 선・ 게이큐 선 방면 |
| 3・4 | 게이세이 본선 | 게이세이사쿠라・나리타 공항・히가시나리타 방면                       |

- 위 표의 노선명은 나리타 공항선 개업 후 여객안내의 명칭에 근거한다.

## 이용 현황
| 승차 인원 추이 | 승차 인원 추이     | 승차 인원 추이     |
| 연도           | 1일 평균 하차 인원 | 1일 평균 승차 인원 |
| -------------- | ------------------ | ------------------ |
| 1975년         |                    | 30,832             |
| 1980년         |                    | 32,379             |
| 1985년         |                    | 33,119             |
| 1990년         |                    | 36,960             |
| 1991년         |                    | 37,743             |
| 1992년         |                    | 37,843             |
| 1993년         |                    | 38,438             |
| 1994년         |                    | 38,457             |
| 1995년         |                    | 37,339             |
| 1996년         | 67,755             | 33,939             |
| 1997년         | 63,393             | 31,607             |
| 1998년         | 61,180             | 30,468             |
| 1999년         | 58,892             | 29,323             |
| 2000년         | 57,538             | 28,647             |
| 2001년         | 56,278             | 27,932             |
| 2002년         | 54,597             | 27,077             |
| 2003년         | 53,303             | 26,499             |
| 2004년         | 52,140             | 25,977             |
| 2005년         | 51,571             | 25,664             |
| 2006년         | 51,353             | 25,562             |
| 2007년         | 51,402             | 25,599             |
| 2008년         | 50,407             | 25,104             |
| 2009년         | 48,732             | 24,277             |
| 2010년         | 48,060             | 23,954             |
| 2011년         | 47,256             | 23,563             |
| 2012년         | 47,176             | 23,528             |
| 2013년         | 47,124             | 23,516             |
| 2014년         | 45,972             |                    |
| 2015년         | 46,387             |                    |

## 역 주변
주변은 주택 밀집지이고 역전은 상업지이다. 2000년대에 들어서면서 니시구치 역 앞을 중심으로 노후화한 점포 주택을 개축해 있는 건물도 있지만, 인근 단지 주민의 고령화에 의해 이용객 감소에 따라 예전처럼 활기는 없다.
- 육상자위대 나라시노 연습장
- 미쓰비시 도쿄 UFJ 은행 · 미즈호 은행 · 지바 은행 · 미쓰이 스미토모 은행 야치요 지점

## 역사
- 1956년 3월 20일: 영업 개시, 개통 당시에는 서쪽 출입구만 설치.
- 1968년: 동쪽 출입구 공사 착수.
- 1969년: 교상역사화.
- 1993년 12월 1일: 역사를 2배 이상으로 확장하고 에스컬레이터와 휠체어 대응의 리프트를 설치함.
- 1994년 3월 18일: 승차권 요금 정산기와 영어의 안내 설치.[1]
- 2012년 3월 31일: 호쿠소 철도의 주최로 개최된 "호쿠소 봄 축제"의 행사용 임시 열차인 "호쿠소 봄 축제호"가 당역을 시발역으로 하여, 게이세이다카사고 역을 경유하여 지바뉴타운추오 역까지 운행됨.

## 인접역
| 게이세이 전철 본선                        | 게이세이 전철 본선                                             | 게이세이 전철 본선                   |
| ----------------------------------------- | -------------------------------------------------------------- | ------------------------------------ |
| KS26 게이세이쓰다누마 게이세이우에노 방면 | ■ 모닝 라이너・■ 이브닝 라이너・■ 쾌속특급・■ 특급・■ 통근특급 | 가쓰타다이 KS31 나리타 공항 방면     |
| KS28 미모미 게이세이우에노 방면           | ■ 쾌속 ・ ■ 보통                                               | 게이세이오와다 KS30 나리타 공항 방면 |